# Z68
Z68 är en typ av diesellok som tillverkades av AGEVE i Gävle. Loken används främst som växellok. De var från början verksamma i Gävles och Helsingborgs hamnar. Uppdraget i Helsingborg var ett tag tänkt att återuppliva användandet av ett Öd-lok men Z68 fick denna uppgift..